# Cratère Elguyguytguyne
Le cratère Elguyguytguyne, abritant le lac Elguyguytguyne (en russe : Эльгыгытгын), est un cratère d'impact situé dans le district autonome de Tchoukotka en Sibérie du nord-est. Le nom signifie en langue tchouktche « lac blanc ».

## Géologie
Dès les années 1970, le cratère est identifié par des scientifiques soviétiques comme étant d'origine météoritique,. Son diamètre est de 18 km et sa profondeur d'environ 650 m (comblée en grande partie par des sédiments). Plusieurs études estiment son âge à  3,58 millions d'années (Pliocène).
L'encaissant est constitué de séries volcaniques acides du Crétacé supérieur (principalement des rhyolites, mais aussi andésites et dacites). Les roches situées sur les bords du cratère montrent des traces de métamorphisme d'impact, avec notamment la présence de minéraux caractéristiques des ultra-hautes pressions telle que la stishovite. De plus des forages effectués sous le lac dans le cadre du programme scientifique ICDP ont rencontré de nombreux niveaux de brèches d'impact et de suévite dont l'analyse a montré la présence de minéraux choqués, notamment du quartz choqué.
Elguyguytguyne se range dans la catégorie des cratères complexes. Un soulèvement central, enfoui sous les brèches d'impact et les sédiments lacustres, a été mis en évidence par des investigations géophysiques. Il mesure environ 3 km de diamètre et présente une hauteur d'au moins 350 m.
La faible présence d'éléments sidérophiles dans les fontes d'impact suggère une nature rocheuse (achondrite) de l'impacteur.

## Hydrographie
Le cratère est occupé par un lac quasiment circulaire de 12 km de diamètre, excentré vers la partie orientale du cratère. Sa profondeur maximale est de 175 m.
Une cinquantaine de torrents alimente le lac depuis les reliefs situés à l'ouest, au nord et à l'est. Le lac se déverse par le sud-est dans la rivière Enmyvaam. L'effluent finit par rejoindre le fleuve Anadyr qui se jette dans la mer de Béring.
Plusieurs terrasses sédimentaires sont visibles à l'intérieur du cratère sur ses flancs ouest et nord, et surplombent le niveau actuel du lac (jusqu'à 80 m). Elles représentent les niveaux anciens du lac.
Le climat de la région est polaire, et le lac est en moyenne recouvert de glace 9 à 10 mois par an.

## Paléoclimatologie
Le lac Elguyguytguyne est d'un intérêt particulier pour les scientifiques car il est d'une part le lac le plus profond de Sibérie orientale et d'autre part il n'a pas été recouvert par la calotte glaciaire lors des dernières glaciations. Ceci a permis le dépôt ininterrompu pendant 3 millions d'années d'une couche de sédiments de 400 m d'épaisseur au fond du lac, ce qui permet d'en déduire un historique des changements climatiques sur cette période. En 2005, plus de 500 m de carottes de sédiments sous-lacustres ont été prélevées dans le cadre du programme ICDP. Les études minéralogiques, magnétostratigraphiques, et palynologiques ont confirmé la qualité exceptionnelle de ces enregistrements climatiques, les plus complets obtenus à ce jour dans la zone continentale de l'Arctique. Les résultats obtenus se corrèlent remarquablement bien avec ceux obtenus à partir des carottes de glace du Groenland.
L'analyse des minéraux argileux déposés au fond du lac permet une déduction des alternances de phases glaciaires et interglaciaires, sur 60 000 ans. Les résultats montrent que pendant les périodes chaudes le lac est en eau libre l'été, et que pendant les périodes froides la surface du lac est gelée toute l'année sans pour autant que les calottes glaciaires ne recouvrent le lac, ce qui permet aux processus de sédimentation de ne pas s'interrompre.
Les analyses des pollens préservés dans les sédiments lacustres ont permis de reconstruire le climat de la région sur les derniers 250 000 ans. Les reconstructions mettent en évidence la forte variabilité du climat arctique avec des périodes plus froides ou plus chaudes que le climat actuel. Deux périodes chaudes apparaissent remarquables, la première de 8 600 à 10 700 av. J.-C. (fin du Dryas), et la deuxième il y a 123 000 ans (SIO 5e). Ces deux périodes étaient marquées par des étés nettement plus chauds qu'aujourd'hui (2 à 4 °C en moyenne) alors que les hivers étaient relativement semblables. Le climat était également plus humide tout au long de l'année.